# Le Gallet
Le Gallet é uma comuna francesa na região administrativa de Altos da França, no departamento de Oise. Estende-se por uma área de 3,47 km². Em 2010 a comuna tinha 180 habitantes (densidade: 51,9 hab./km²).